# Broad Arrow
Broad Arrow is een spookstad in de regio Goldfields-Esperance in West-Australië.

## Geschiedenis
Ten tijde van de Europese kolonisatie leefden de Maduwongga Aborigines in de streek.
In 1893 vond Charles Reison er goud. Er ontstond een goldrush. Tussen 1895 en 1900 openden de rijke 'Hill End' en 'Golden Arrow'-goudmijnen.
Het stadje Broad Arrow werd in mei 1896 officieel gesticht maar heette oorspronkelijk 'Kurawah', een Aborigineswoord. In januari 1897 werd de plaats hernoemd tot Broad Arrow, naar de naam van de door Reison ontdekte goudmijn. Reison had, voor zijn vrienden die hem achterna kwamen, de weg naar de goudmijn met brede pijlen op de grond aangegeven.
In augustus 1897 werd met de aanleg van een spoorweg van Kalgoorlie naar Menzies begonnen. De spoorweg bereikte Broad Arrow in november dat jaar. Pas op 23 maart 1898 opende de volledige spoorweg. Broad Arrow was een van de belangrijkste plaatsen op de lijn en het administratieve en dienstencentrum voor de rondom liggende dorpjes. Het bood onderdak aan verscheidene hotels, een postkantoor, een politiekantoor, zes winkels, een smid en enkele bakkerijen.
In 1898 telde Broad Arrow 337 inwoners, 218 mannen en 119 vrouwen. Van 1986 tot 1899 verscheen de krant 'The Broad Arrow Standard'. Tegen 1900 had Broad Arrow 2.400 inwoners, acht hotels, twee brouwerijen, een beurs en een groot ziekenhuis.
Vanaf 1905 begonnen de goudvondsten en het inwonersaantal te dalen en tegen 1920 was het stadje zo goed als verlaten.

## 21e eeuw
Broad Arrow maakt deel uit van het lokale bestuursgebied (LGA) City of Kalgoorlie-Boulder. Het 'Broad Arrow Hotel' uit 1896 is nog steeds te bezoeken.

## Transport
Broad Arrow ligt langs de Goldfields Highway, 633 kilometer ten oostnoordoosten van de West-Australische hoofdstad Perth, 94 kilometer ten zuiden van Menzies en 38 kilometer ten noorden van Kalgoorlie, de hoofdplaats van het lokale bestuursgebied waarvan het deel uitmaakt.
De spoorweg die langs Broad Arrow loopt maakt deel uit van het goederenspoorwegnetwerk van Arc Infrastructure.

## Klimaat
Broad Arrow kent een warm steppeklimaat, BSh volgens de klimaatclassificatie van Köppen.

## Externe links

Bestuurlijke evolutie van Broad Arrow